# Ждановский сельский совет (Магдалиновский район)
Ждановский сельский совет (укр. Жданівська сільська рада) — входит в состав
Магдалиновского района
Днепропетровской области
Украины.
Административный центр сельского совета находится в 
с. Ждановка.

## Населённые пункты совета
- с. Ждановка
- с. Грабки
- с. Деконка
- с. Дудковка
- с. Крамарка